# Phylloxera stellata
Phylloxera stellata är en insektsart som beskrevs av Duncan 1922. Phylloxera stellata ingår i släktet Phylloxera och familjen dvärgbladlöss. Inga underarter finns listade i Catalogue of Life.